# ID3算法
ID3算法（Iterative Dichotomiser 3 迭代二叉树3代）是一个由Ross Quinlan发明的用于决策树的算法。
这个算法是建立在奥卡姆剃刀的基础上：越是小型的决策树越优于大的决策树（简单理论）。尽管如此，该算法也不是总是生成最小的树形结构。而是一个启发式算法。奥卡姆剃刀阐述了一个信息熵的概念：
{\displaystyle I_{E}(i)=-\sum _{j=1}^{m}f(i,j)\log _{2}f(i,j).}
这个ID3算法可以归纳为以下几点：
1. 使用所有没有使用的属性并计算与之相关的样本熵值
2. 选取其中熵值最小的属性
3. 生成包含该属性的节点

关于ID3算法的实现可以参考C4.5算法，它同时也是ID3的升级版。

## 相关主题
- C4.5算法